# Неэр, Эрвин
Э́рвин Не́эр (нем. Erwin Neher; род. 20 марта 1944, Ландсберг-на-Лехе, Германия) — немецкий биофизик, лауреат Нобелевской премии по физиологии или медицине 1991 года, разработал метод локальной фиксации потенциала.
Член Европейской академии (1989), Гёттингенской академии наук (1992), Германской академии естествоиспытателей «Леопольдина» (1998), иностранный член Национальной академии наук США (1989), Лондонского королевского общества (1994).

## Биография
Изучал физику в Мюнхенском техническом университете с 1963 по 1966 год. Директор Института биофизической химии Общества Макса Планка c 1983 года.

## Награды и признание
- 1979 — Feldberg-Preis[нем.]
- 1983 — Премия Олдена Спенсера[англ.]
- 1984 — Adolf-Fick-Preis[нем.]
- 1986 — Премия Луизы Гросс Хорвиц
- 1987 — Премия имени Лейбница
- 1989 — Международная премия Гайрднера
- 1990 — Niedersächsischer Staatspreis[нем.]
- 1990 — Ernst-Hellmut-Vits-Preis[нем.]
- 1991 — Премия Ральфа Джерарда[нем.]
- 1991 — Медаль Каруса[нем.]
- 1991 — Нобелевская премия по физиологии или медицине совместно с Бертом Закманом

## Общественная деятельность
В 1992 году подписал «Предупреждение человечеству».
В 2016 году подписал письмо с призывом к Greenpeace, Организации Объединенных Наций и правительствам всего мира прекратить борьбу с генетически модифицированными организмами (ГМО) .